# Vejlefjorden

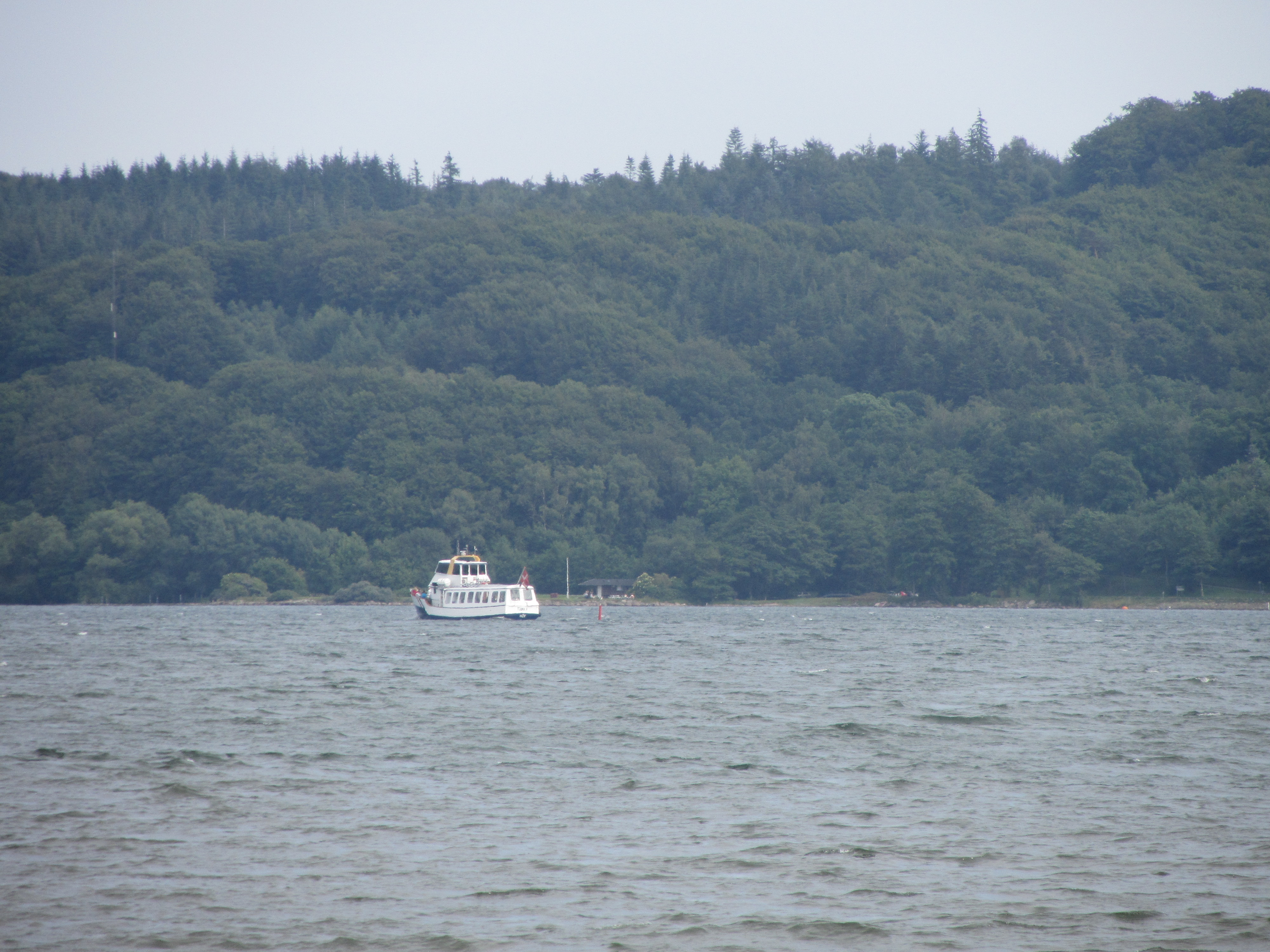
Turistbåt på Vejlefjorden sedd från norra sidan

Vejlefjorden,  danska: Vejle Fjord, är en omkring 22 kilometer lång havsvik i Øst- och Sydjylland, som sträcker sig från Vejle till Trelde Næs på södra sidan och Juelsminde på den norra, där den mynnar ut i Kattegatt.
Landskabet omkring Vejlefjorden karaktäriseres av vikens djupa inträngning i landmassan, de skogklädda kanterna och dess lugna vattenyta. 
Klimatet i området är tempererat. Årsmedeltemperaturen i trakten är 7 °C.